# 斯里阿曼和平宣言
斯里阿曼和平宣言，是指北加里曼丹共產黨（也稱作“砂共）與砂拉越政府簽署的一項諒解備忘錄。而該協議簽署於1973年10月20日，象徵砂拉越的共產黨叛亂開始逐漸減少。直至1990年10月17日正式結束28年武裝叛亂。

## 歷史背景
早在1965年馬來西亞聯邦政府為了打擊砂拉越的共產黨叛亂，開始排遣部隊在古晉的第一省作為軍事控制區。而時任首席部長拉曼耶谷（Rahman Ya'kub）也積極在斯里阿曼設立說服區，即斯里阿曼行動。以此而勸誡砂共分子放下武器並且走出森林，而在1972年隨著馬來西亞首相敦拉薩與中華人民共和國總理周恩來會晤後開始逐步停止對砂共的支援。由於彈盡糧絕，直到翌年黃紀作選擇放下武器並且與砂拉越政府簽署和平協議。而在和談後的翌年林嚴華宣佈走出森林，另外也由此宣告斯里阿曼行動的結束。

## 簽署結果
- 黃紀作與林嚴華分別在該協議簽署後的1973和1974年分別率領部隊走出森林。
- 在和平協議簽署後，走出森林的砂共黨員與殘餘部隊分別獲得馬來西亞國籍並且繼續在砂拉越定居。
- 砂共的武裝叛亂開始逐步減少，其餘的砂共殘部直到1988年被瓦解。

## 影響
和平備忘錄的簽署，標誌著砂共武裝叛亂開始得到了控制。而另外在1974年隨著林嚴華率隊走出森林，也標誌著砂拉越古晉的三個華人新村正式解除自1965年以來的封禁。

## 官方紀念
1973年由於砂共與砂拉越政府達成了諒解備忘錄，並使得砂拉越達成了和平。因此爲了紀念該行動，砂拉越政府在斯裏阿曼建立了一座“和平紀念碑”以紀念該次的和平宣言簽署儀式。另外，斯裏阿曼最初名字為“成邦江省”（Simanggang），而在後期並改名爲“斯裏阿曼”。而馬來語的“Aman”意思爲和平。

## 和平之屋
斯裏阿曼和平之屋原名為“愛麗絲堡壘”，最初建於1849年。是以第二任砂拉越總督拉惹查理士布洛克的妻子愛麗絲的名字而得名，1864年因史克蘭經常發生水災原因于1864年拆遷至當時的斯裏阿曼鎮。1973年10月20日拉曼耶谷，楊國斯與黃紀作在該地簽署斯裏阿曼和平宣言因而得名“和平之屋（Rumah Sri Aman)”，并在後期對外開放為博物館。